# László Kiss (Astronom)

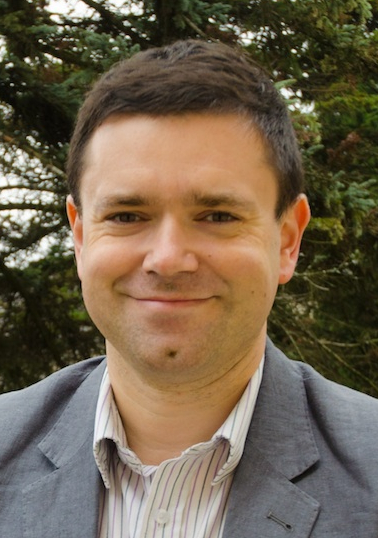
László Kiss

| Entdeckte Asteroiden: 35 (Liste unvollständig) | Entdeckte Asteroiden: 35 (Liste unvollständig) | Entdeckte Asteroiden: 35 (Liste unvollständig) |
| ---------------------------------------------- | ---------------------------------------------- | ---------------------------------------------- |
| Nummer und Name                                | Entdeckungsdatum                               |                                                |
| (14181) Koromházi                              | 20. November 1998                              |                                                |
| (23718) Horgos                                 | 2. April 1998                                  |                                                |
| (28196) Szeged                                 | 15. Dezember 1998                              |                                                |
| (39971) József                                 | 2. April 1998                                  |                                                |
| (44479) Oláheszter                             | 24. November 1998                              |                                                |
| (45300) Thewrewk                               | 1. Januar 2000                                 |                                                |
| (53029) Wodetzky                               | 22. November 1998                              |                                                |
| (68114) Deákferenc                             | 1. Januar 2001                                 |                                                |
| (72071) Gábor                                  | 31. Dezember 2000                              |                                                |
| alle zusammen mit Krisztián Sárneczky          |                                                |                                                |

László L. Kiss (* 8. August 1972 in Subotica) ist ein ungarischer Astronom und Asteroidenentdecker.
Er schloss sein Studium der Astronomie 1996 an der Universität Szeged ab und promovierte dort im Jahre 2000. Im Rahmen seiner Beobachtungen entdeckte er zwischen 1998 und 2007 zusammen mit seinem Kollegen Krisztián Sárneczky insgesamt 35 Asteroiden.
Der Asteroid (113202) Kisslászló wurde nach ihm benannt.
2012 wurde er zum ordentlichen Mitglied der Academia Europaea gewählt.